# Toxic Attraction
La Toxic Attraction è stata una stable di wrestling attiva nella World Wrestling Entertainment tra il 2021 e il 2023, composta da Gigi Dolin, Jacy Jayne e Mandy Rose.

## Nel wrestling

### Mosse finali
- Gigi Dolin
  - Doublearm lifting facebuster

- Jacy Jayne
  - Discus big boot

- Mandy Rose
  - Bicycle knee strike

### Musiche d'ingresso
- Toxic dei Def Rebel

## Titoli e riconoscimenti
- NXT Women's Championship (1) – Mandy Rose
- NXT Women's Tag Team Championship (2) – Gigi Dolin e Jacy Jayne